# Waiting on a War
Singles de Foo Fighters
No Son of Mine
(2021) Making a Fire
(2021)
Waiting on a War est une chanson écrite, composée et interprétée par le groupe américain de rock alternatif Foo Fighters sortie en single le 14 janvier 2021, troisième extrait de l'album Medicine at Midnight.

## Inspiration
Dave Grohl a écrit la chanson après une conversation avec sa fille de 11 ans, Harper, qui s'inquiétait du déclenchement d'une guerre, replongeant le chanteur dans ses propres craintes à ce sujet quand il était enfant,. 

## Clip vidéo
Le clip est réalisé par Paola Kudacki. Il mélange des prises de vues du groupe en train de jouer la chanson avec celles de jeunes gens dont la vie insouciante semble menacée par la présence d'adultes qui portent sur la tête un sac en papier où est dessiné un visage sinistre.

## Distinction
Waiting on a War remporte le Grammy Award de la meilleure chanson rock lors de la 64e cérémonie des Grammy Awards, le 3 avril 2022,.

## Classements hebdomadaires
| Classement (2021)                         | Meilleure position |
| ----------------------------------------- | ------------------ |
| Canada (Canadian Hot 100)                 | 95                 |
| Canada (Canada Rock)                      | 1                  |
| États-Unis (Hot Rock & Alternative Songs) | 18                 |
| États-Unis (Rock & Alternative Airplay)   | 1                  |
| Royaume-Uni (UK Singles Chart)            | 53                 |